# أليكس موسكات
أليكس موسكات (بالإنجليزية: Alex Muscat)‏ (14 ديسمبر 1984 في مالطا - ) هو لاعب كرة قدم مالطي في مركز الدفاع. شارك مع منتخب مالطا تحت 21 سنة لكرة القدم ومنتخب مالطا لكرة القدم. أما مع النوادي، فقد لعب مع سلايما واندريرز ونادي بالزان وLija Athletic F.C. ‏.

## روابط خارجية
- أليكس موسكات على موقع الاتحاد الأوربي (الإنجليزية)
- أليكس موسكات على موقع قاعدة بيانات كرة القدم.إي يو (الإنجليزية)
- أليكس موسكات على موقع ناشيونال فوتبول تيمز (الإنجليزية)
- أليكس موسكات على موقع Soccerway.com (الإنجليزية)